# 속보이는 밤
속보이는 밤은 KBS의 버라이어티 프로그램이다.

## 코너 목록
- 속보이는 방